# Mimela politicollis
Mimela politicollis är en skalbaggsart som beskrevs av Ohaus 1914. Mimela politicollis ingår i släktet Mimela och familjen Rutelidae. Inga underarter finns listade i Catalogue of Life.